# Haliotis elegans
Haliotis elegans là một loài ốc biển, là động vật thân mềm chân bụng sống ở biển thuộc họ Haliotidae, the abalones.

## Phân bố
H. elegans is đặc hữu của the waters off Tây Úc.

## Hình ảnh

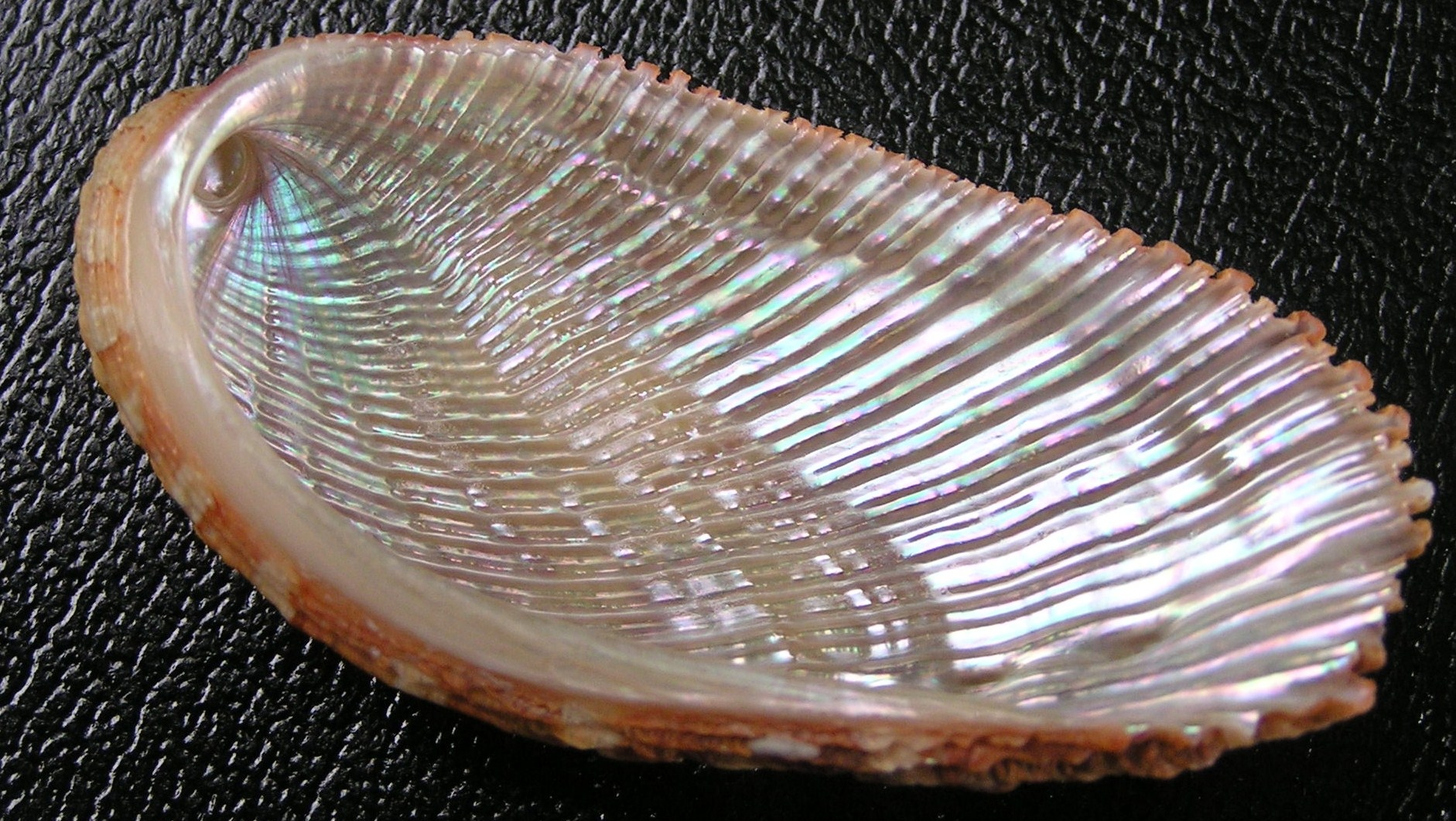